# Enno von Colomb

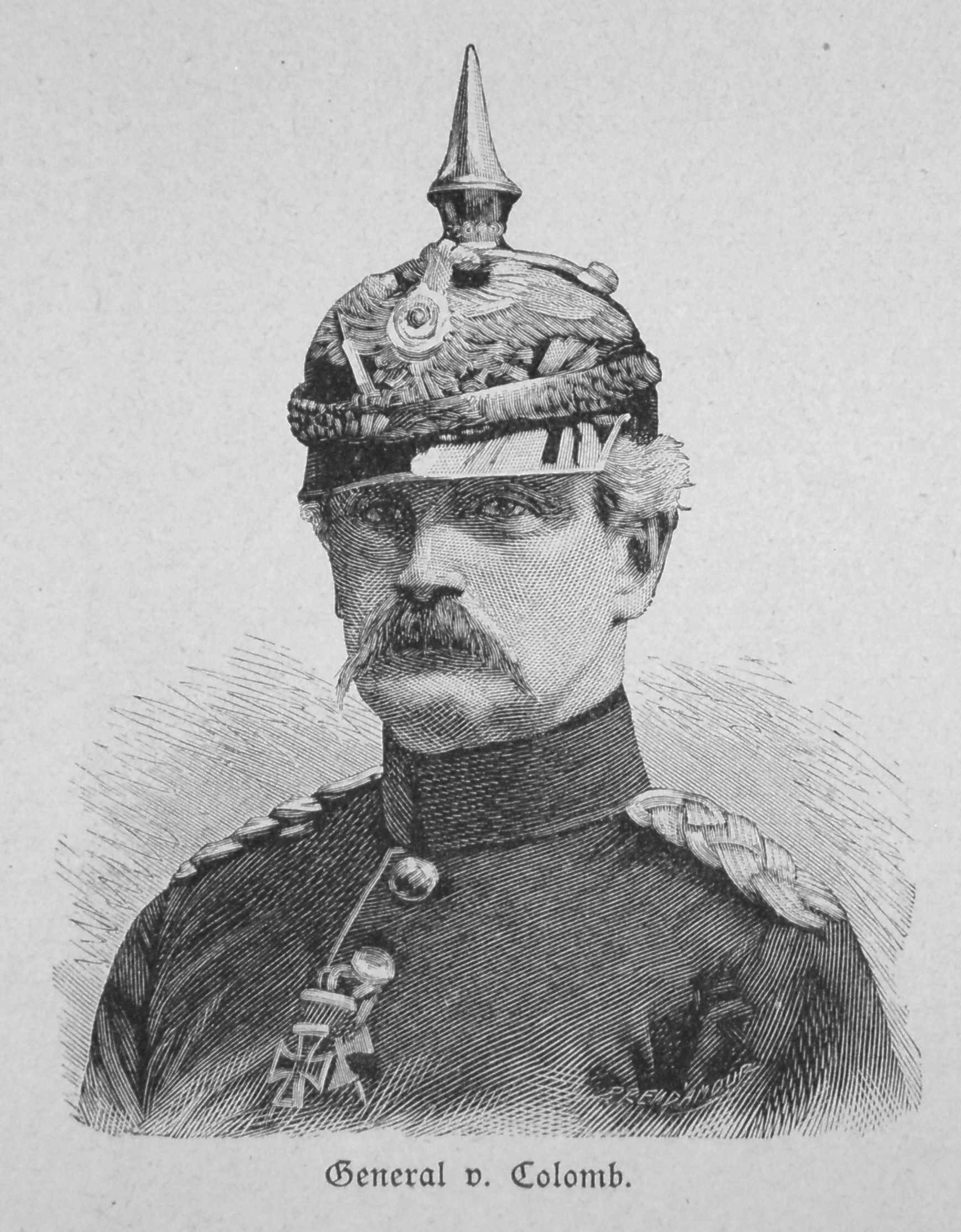
Tướng Enno von Colomb

Wilhelm Günther Enno von Colomb (sinh ngày 31 tháng 8 năm 1812 tại Berlin; mất ngày 10 tháng 2 năm 1886 tại Kassel, Đế quốc Đức) là một Trung tướng và nhà văn quân sự của Phổ, đã tham gia trong chiến tranh thống nhất nước Đức.

## Cuộc đời
Enno von Colomb là con trai của viên tướng Phổ Peter von Colomb. Vào năm 1831, ông gia nhập Trung đoàn Thương kỵ binh Cận vệ số 1 đóng quân ở Potsdam, sau đó học tại Học viện Quân sự từ năm 1835 cho đến năm 1838, vào năm 1839 ông được bổ nhiệm làm sĩ quan phụ tá của Tướng tư lệnh Quân đoàn Vệ binh. Năm 1858, ông lên quân hàm Đại úy, năm 1858 lên Thiếu tá trong Trung đoàn Thương kỵ binh Cận vệ số 1, vào năm 1859, ông trở thành Tư lệnh của trung đoàn này.
Trong cuộc Chiến tranh Áo-Phổ năm 1866, ông đã chỉ huy trung đoàn của mình trong trận Königgrätz. Trong cuộc Chiến tranh Pháp-Đức (1870 – 1871), ông được phong quân hàm Thiếu tướng và giao quyền chỉ huy Lữ đoàn số 3 trong Sư đoàn Kỵ binh số 2. Ông đã tham gia chiến đấu trong các trận đánh tại Beaumont, Sedan, Paris, Orléans và Le Mans. Vào năm 1873, ông được thăng lên Trung tướng vào năm 1874, ông được bổ nhiệm làm Tư lệnh của Kassel. Vào năm 1885, ông nghỉ hưu.
Enno von Colomb từ trần vào ngày 10 tháng 2 năm 1886 tại Kassel. Ông đã kết hôn với Klara Binzer (sinh năm 1823 tại Flensburg), con gái trưởng của Emilie von Binzer và August Daniel von Binzer. Con gái của ông là Katharina đã kết hôn với Trung tướng Friedrich von Bernhardi tại Magdeburg.

## Tác phẩm
- Aus dem Tagebuch des Generalmajors von Colomb 1870/71. (Berlin 1876)
- Beiträge zur Geschichte der preußischen Kavallerie. (Berlin 1880)
- als Hrg.: Blücher in Briefen aus den Feldzügen 1813-15. (Berlin 1876)